# 10e régiment de Marines (États-Unis)
Pour les articles homonymes, voir 10e régiment.

Le 10e régiment de Marines est un régiment d'artillerie du Corps des Marines des États-Unis basé au Marine Corps Base Camp Lejeune, en Caroline du Nord. Il relève du commandement de la 2e division des Marines et de la IIe Marine Expeditionary Force. 

## Unités subordonnées
- Batterie du quartier général, 10e Marines
- 1er Bataillon, 10e Marines (1/10)
- 2e Bataillon, 10e Marines (2/10)

Le 5e Bataillon, 10e Marines (5/10) a été dissous le 1er juin 2012. 
Le 4e bataillon, le 10e Marines (4/10) a été dissous. 
Le 3e Bataillon, 10e Marines (3/10) a été dissous le 26 avril 2013. 

## Mission
Fournir des feux d'appui à la 2e Division des Marines en utilisant ses moyens de tir indirect organiques tout en coordonnant les feux mortels et non létaux des autres agences d'appui-feu du II Marine Expeditionary Force afin de supprimer, neutraliser ou détruire l'ennemi. 

## Histoire

### Les premières années
Le 10e Marines a été initialement formé à Quantico, en Virginie, le 25 avril 1914 en tant que bataillon d'artillerie sous le commandement de la 1re Brigade de Marines. En tant que bataillon, l'unité a participé aux conflits en Haïti et en République dominicaine d'août 1915 à mai 1917. Le bataillon a grossi jusqu'au milieu de l'année 1917 et, finalement, le 15 janvier 1917, l'unité a été renommée 10e régiment maritime d'artillerie de campagne. 
Entre la Première et la Seconde Guerre mondiale, le régiment a rempli de nombreux rôles différents, y compris la construction de casernes et diverses autres installations autour de la base. Il a même participé à des reconstitutions annuelles de batailles de la guerre civile. Pendant ce même temps, des unités du régiment ont été déployées en Chine et en Islande juste avant l'implication américaine dans la Seconde Guerre mondiale. 

## La Seconde Guerre mondiale
Pendant la guerre, le régiment a été engagé dans la campagne de Guadalcanal et a ensuite participé aux sanglantes batailles de Tarawa, Saipan, Tinian et Okinawa. 

## Après la seconde guerre mondiale
Après la fin de la Seconde Guerre mondiale, le 10e Marines se sont retrouvés au Camp Lejeune, en Caroline du Nord, qui restera leur garnison jusqu'à nos jours. Au début de la guerre de Corée, le 10e Marines travaillait avec un effectif réduit mais cinq mois plus tard, ils étaient pleinement mobilisés et de retour en force pour participer à la guerre. Encore une fois, pendant la crise des missiles cubains, le régiment fut mobilisé pour participer au blocus de Cuba. 

## Activités modernes
Depuis la fin de la guerre de Corée, le régiment a participé à des exercices visant à tester les méthodes de tir d'obusiers de 155 mm à partir de péniches de débarquement, ainsi qu'à l'exercice de feu bisannuel à Fort Bragg, en Caroline du Nord. Le régiment a également continuellement envoyé des batteries de tir et des bataillons pour s'entraîner à Okinawa, à Twenty-Nine Palms, en Californie, dans le nord de la Norvège à l'appui des exercices d'entraînement de l'OTAN. 

## Première guerre du Golfe
En janvier 1990, le régiment s'est déployé en Arabie saoudite à l'appui de l'opération Desert Shield. Le régiment a été chargé de fournir un appui-feu à la 2e division maritime pendant la guerre pour chasser les forces irakiennes du Koweït occupé. 

## Guerre mondiale contre le terrorisme
Le 10e Marines fut déployés au Koweït au début de 2003 pour fournir un appui-feu à la Force opérationnelle Tarawa lors de l'invasion de l'Irak en 2003. Depuis 2003, le régiment a continué de déployer des unités en Irak pour fournir un appui-feu, en particulier dans la province d'Al Anbar, dans l'ouest du pays. Des unités du régiment ont également été déployées en Afghanistan à l'appui de l'opération Enduring Freedom. 

## Décorations de l'unité
Citation de l'unité présidentielle avec 1 étoile de bronze 
Mention élogieuse de l'unité de la Marine 
Médaille de la campagne Asie-Pacifique avec 4 étoiles de bronze 
Médaille de la victoire de la Seconde Guerre mondiale 
Médaille de la marine d'occupation de la Seconde Guerre mondiale 

## Voir également
- Liste des régiments de l'United States Marine Corps